# توم هانكس
توماس جيفري هانكس (بالإنجليزية: Thomas Jeffrey Hanks)‏ (من مواليد 9 يوليو 1956 –) هو ممثل ومخرج أمريكي. يشتهر هانكس بأدواره الكوميدية والدرامية في أفلام مثل سبلاش (1984)، وحفل العزوبية (1984)، وبيغ (1988)، وتورنر آند هووتش (1989)، ودوري خاص بهم (1992)، والساهر في سياتل (1993)، وفوريست غامب (1994)، وأبولو 13 (1995)، ولديك بريد (1998)، والميل الأخضر (1999)، ومنبوذ (2000)، والطريق إلى الهلاك (2002)  أمسكني إن استطعت (2002)، و حرب تشارلي ويلسون (2007)، وسحابة الأطلس (2012)، والقبطان فيليبس (2013)، وإنقاذ السيد بانكس (2013)، وسولي (2016)، ويوم جميل في الحي (2019)، وأخبار العالم (2020). قام أيضاً بدور البطولة في أفلام روبرت لانغدون، وأدى صوت الشريف وودي في سلسلة أفلام حكاية لعبة (1995–حتى الآن). يُعد توم هانكس واحدًا من أكثر نجوم السينما شهرة وشعبية في جميع أنحاء العالم، ورمزًا ثقافيًّا أمريكيًّا على نطاق واسع.
تعاون هانكس مع المخرج السينمائي ستيفن سبيلبرغ في صنع خمسة أفلام حتى الآن: إنقاذ الجندي رايان (1998)، وأمسكني لو استطعت (2002)، وذا ترمينال (2004)، وجسر الجواسيس (2015)، وذا بوست (2017)، بالإضافة إلى المسلسل القصير عصبة الإخوة (2001)، الذي أطلق هانكس كمخرج، ومنتج، وكاتب سيناريو ناجح. في عام 2010، كان سبيلبرغ وتوم هانكس مخرجين تنفيذيين في المسلسل القصير الذي أنتجته HBO بعنوان الهادئ.
حققت أفلام توم هانكس ربحًا بقيمة 4.9 مليار دولار أو أكثر في شباك التذاكر في الولايات المتحدة وكندا، وأكثر من 9.96 مليار دولار في جميع أنحاء العالم، مما جعله الممثل الأعلى دخلاً الرابع في أمريكا الشمالية. تشمل الجوائز التي تلقاها جائزة الغولدن غلوب 4 مرات، وجائزة الأوسكار مرتين من 6 ترشيحات؛ الأولى عن دوره كمحامي مثلي الجنس يعاني من الإيدز في فيلادلفيا (1993) والثانية عن دوره في فورست غامب (1994) (هانكس هو واحد من اثنين فقط من الممثلين الذين تلقوا جائزة الأوسكار لأفضل ممثل في سنتين متتاليتين، الآخر هو سبنسر تريسي)، وجائزة نقابة ممثلي الشاشة مرتان، وجوائز خيار الشعب 8 مرات؛ منها عن دوره في فورست غامب (1994)، وجائزة الإيمي برايم تايم 7 مرات لعمله كمنتج بالعديد من المسلسلات والأفلام التلفزيونية المحدودة مثل من الأرض إلى القمر، وعصبة الإخوة، وجون آدامز، والهادئ. في عام 2002، حاز على جائزة معهد الفيلم الأمريكي لإنجاز العمر. وفي عام 2004، نال جائزة ستانلي كوبريك بريتانيا للتميز في السينما من الأكاديمية البريطانية لفنون السينما والتلفزيون (بافتا). وفي عام 2013، ترشح لـجائزة توني لأفضل ممثل في مسرحية لأدائه في مسرحية نورا أفرون رجل محظوظ. في عام 2014، حصل علي مرتبة الشرف من مركز كينيدي الثقافي، وفي عام 2016 تلقي وسام الحرية الرئاسي من رئيس الولايات المتحدة السابق باراك أوباما، بالإضافة إلى وسام جوقة الشرف الفرنسي. في عام 2020، حاز على جائزة غولدن غلوب سيسيل بي دوميل.

## بداية حياته
وُلد توماس جيفري هانكس في مدينة كونكورد، بولاية كاليفورنيا، في 9 يوليو عام 1956، لوالدته جانيت ماريلين (فراغر قبل الزواج، 1932–2016) التي كانت عاملة في المستشفى، ووالده أموس ميفورد هانكس الذي كان طاهياً متجولاً (1924–1992). كانت والدته من أصل برتغالي (لقب عائلتها فراغا)، في حين كان والده ينحدر من أصول إنجليزية. تطلق والديه عام 1960. ذهب أولادهما الأكبر سناً، ساندرا (لاحقاً ساندرا هانكس بينوايتون، وهي كاتبة)، ولاري (أستاذ علم الحشرات بجامعة إلينوي في أوربانا–شامبين)، وتوم مع والدهم، في حين بقي الابن الأصغر جيم (الذي أصبح ممثلاً وصانع أفلام أيضاً) مع والدتهم في ريد بلاف، بكاليفورنيا. في طفولته، كانت كثيراً ما تتنقل أسرة هانكس؛ إذ حين أصبح في سن العاشرة، كان قد عاش في عشرة منازل مختلفة.
على الرغم من أن التاريخ الديني لعائلة هانكس كان كاثوليكياً ومورمونياً، إلا أن هانكس وصف نفسه أنه كان في سن المراهقة «إنجيلي يتبع الكتاب المقدس» لعدة سنوات. لم يحظ هانكس بشعبية في المدرسة بين الطلاب ولا المدرسين. ووصف نفسه لمجلة رولينغ ستون لاحقاً بأنه كان أخرقاً ومجنونًا، وأنه كان خجولاً بشكل مرعب، ومؤلم، وفظيع؛ وفي نفس الوقت، كان الشخص الذي يطلق تعليقات مضحكة خلال عرض الأفلام.

## السيرة المهنية

### الثمانينيات

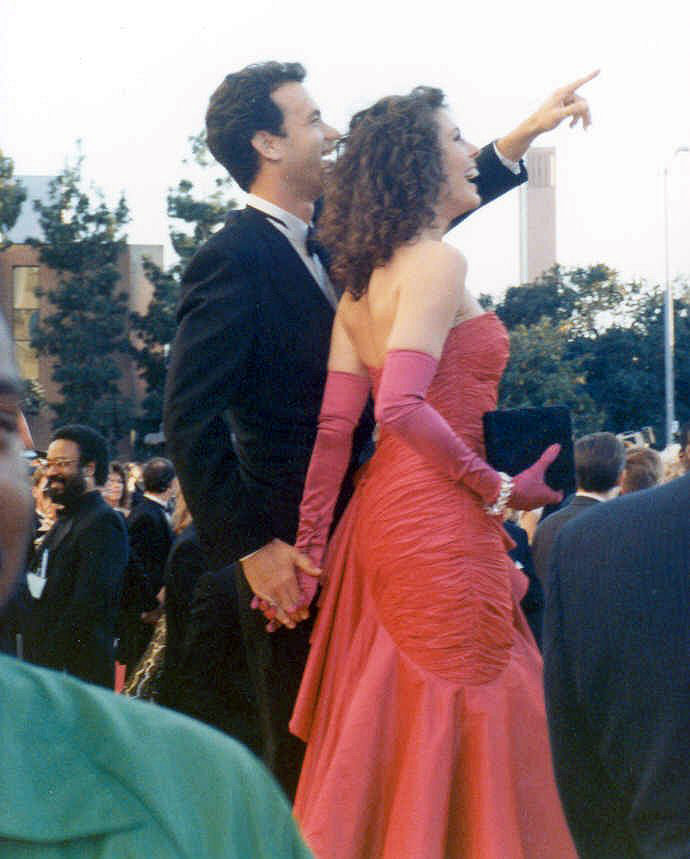
هانكس وزوجته ريتا ويلسون في حفل توزيع جوائز الأوسكار لعام 1989.

في مدينة كليفلاند، أوهايو، قابل زوجته الثانية الممثلة ريتا ويلسون، ومثلا معا في فيلم المتطوعون (Volunteers)، وكان ذلك في عام 1985، وله منها طفلان. ولتوم ولد وبنت آخران من زوجته الأولى وهي سامانثا لوس، واستمر زواجهما من عام 1978 وحتى عام 1985.
كان أول أفلام توم هانكس في عام 1980، وهو فيلم يعلم أنك وحدك (He Knows You're Alone)، ولم يحقق أي نجاح يُذكر. وفي نفس العام، قام بمسلسل تلفزيوني وهو حضن الاصدقاء (Bosom Buddies)، واستمر المسلسل حتى عام 1982. وبسبب نجاحه في المسلسل، عُرض عليه دور بفيلم حفلة العزوبية (Bachelor Party) عام 1984.
أول ظهور كبير وناجح لهانكس كان في فيلم رشة ماء (Splash) عام 1984. وتبعه بفيلم المحقق تيرنر والكلب هوش (Turner & Hooch) عام 1989.
ثم فرض نفسه نجمًا عندما حقق نجاحاً عظيماً في فيلم كبير (Big) عام 1988، وكانت بدايته الحقيقية في هوليوود، ورُشح عن هذا الدور لـجائزة الأوسكار لأفضل ممثل.

### التسعينيات

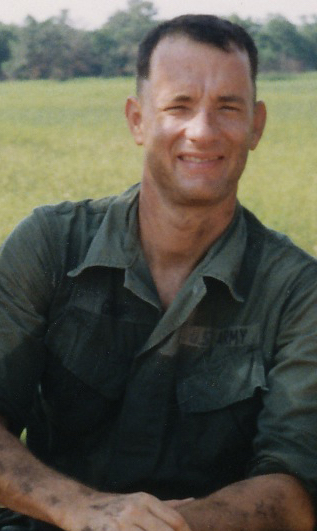
هانكس في موقع تصوير فيلم فورست غامب.

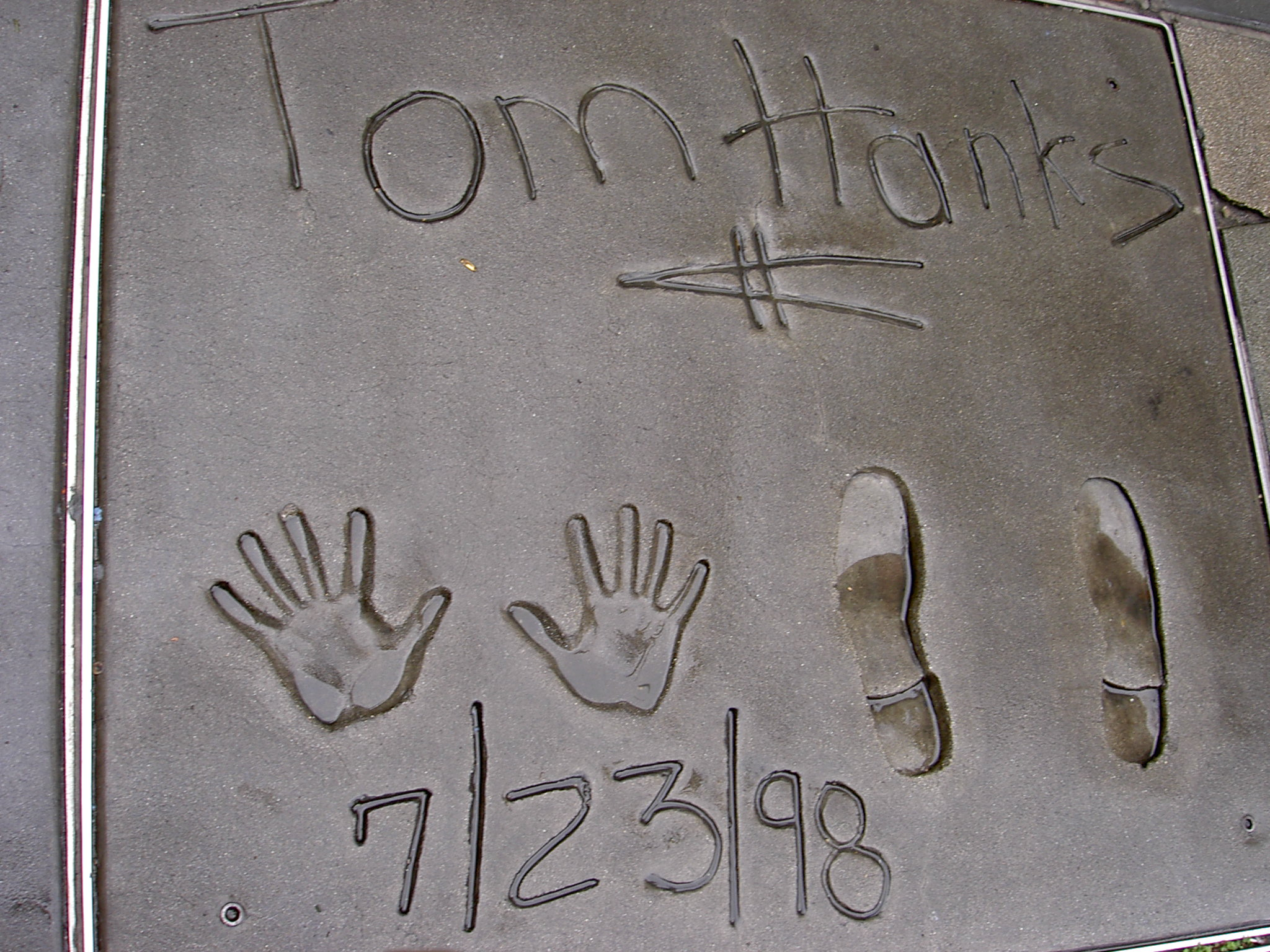
أيادي وأقدام هانكس الأسمنتية أمام مسرح غرومان الصيني في هوليوود.

في عام 1990، مثل في فيلم شعلة من الغرور (The Bonfire of the Vanities)، ودوري خاص بهم (A League of Their Own) مع مغنية البوب مادونا في عام 1992. عام 1993، حقق أكبر نجاح على الإطلاق حين شارك النجم دنزل واشنطن في فيلم فيلادلفيا (Philadelphia)، حيث حصل على أول جائزة أوسكار له. وفي نفس العام، كان له الفيلم الرومانسي الناجح الساهر في سياتل (Sleepless in Seattle).
وفي عام 1994، حصل على أوسكاره الثاني عن فيلم فورست غامب (Forrest Gump). وتوالت نجاحاته بعد ذلك، فقام ببطولة فيلم أبولو 13 (Apollo 13) عام 1995. وقام بتسجيل صوته لشخصية وودي في فيلم الأنيميشن حكاية لعبة (Toy Story) الذي أنتجته ديزني، وكان له جزء ثان في عام 1999 وثالث في 2010.
في عام 1996، قام بالإخراج لأول مرة لفيلم الشيء الذي تفعله (That Thing You Do) والذي مثل فيه أيضًا. وفي عام 1998، شارك المخرج ستيفن سبيلبرغ في فيلمه إنقاذ الجندي رايان (Saving Private Ryan). ومثل بالفيلم الكوميدي الرومانسي جاءتك رسالة (You've Got Mail) مع ميغ رايان. وفي عام 1999، قام بفيلم الميل الأخضر (The Green Mile).

## الألفية الجديدة

### من 2000 إلى 2009

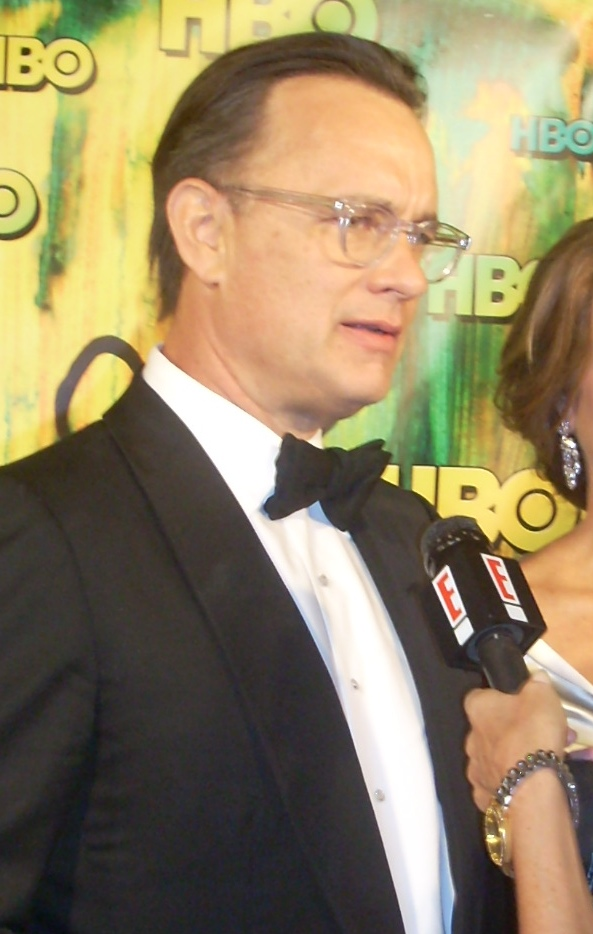
هانكس في سبتمبر 2008.

في عام 2000، قام ببطولة فيلم منبوذ (Cast Away). أما عام 2002، فقد قام بدور رجل مافيا في فيلم الطريق إلى الهلاك (Road to Perdition) مع بول نيومان. وفي نفس العام، شارك المخرج ستيفن سبيلبرغ والممثل ليوناردو دي كابريو في فيلم أمسكني لو استطعت (Catch Me if You Can).
في عام 2004، شارك هانكس في ثلاثة أفلام؛ فيلم كوميدي من إخراج الأخوان كوين بعنوان الذين قتلوا السيدة (The Ladykillers)، والفيلم الكارتوني القطار القطبي السريع (The Polar Express)، وفيلم من إخراج ستيفن سبيلبرغ أيضًا هو المحطة (The Terminal).
عام 2006، شارك في فيلم شيفرة دافينشي (The Da Vinci Code) المقتبس عن رواية مشهورة للكاتب الأمريكي دان براون، وحقق الفيلم إيرادات ضخمة. في عام 2007، عمل مع الممثلة جوليا روبرتس في فيلم حرب تشارلي ويلسون (Charlie Wilson's War).
في 2009، قام ببطولة الجزء الثاني من فيلم شيفرة دافينشي، والمقتبس من إحدي روايات سلسلة الكاتب دان براون، فيلم ملائكة وشياطين (Angels & Demons).

### من 2010 إلى 2019

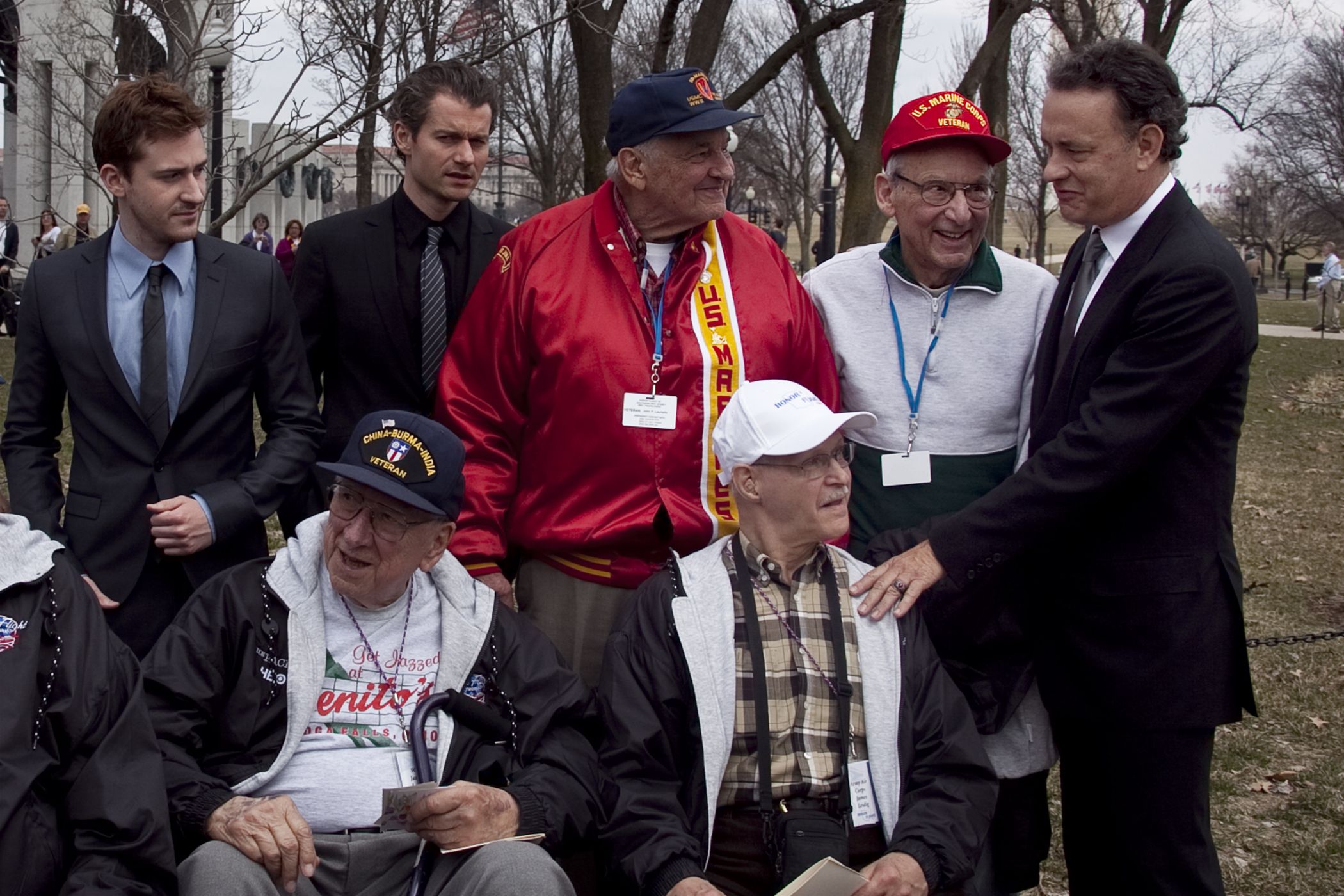
هانكس مع قدامى المحاربين في الحرب العالمية الثانية في عام 2010.

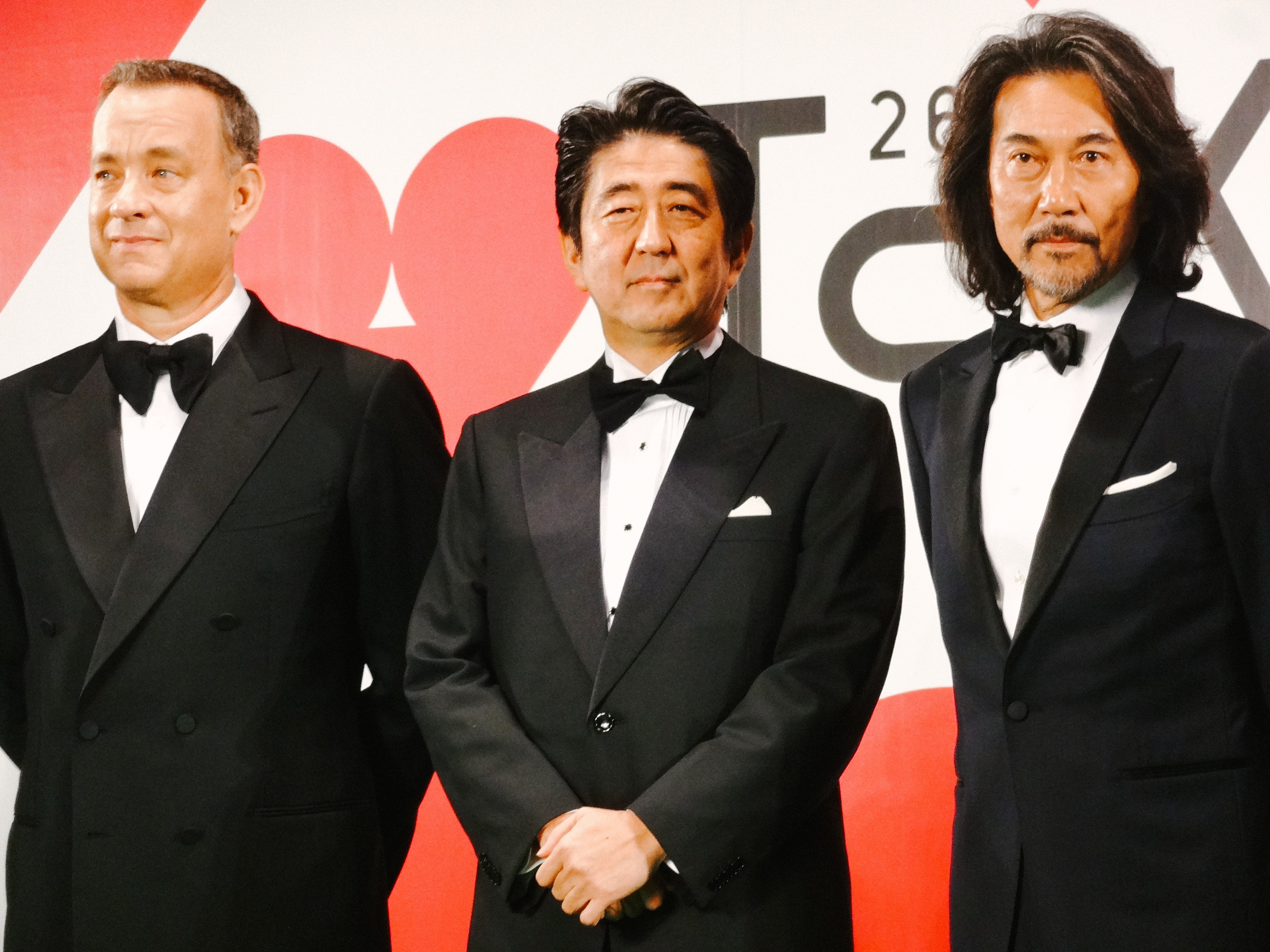
هانكس مع رئيس الوزراء الياباني شينزو آبي في مهرجان طوكيو السينمائي الدولي.

في 2010، عاد توم هانكس لسلسلة الكارتون الشهيرة حكاية لعبة، بعد 11 عامًا من توقفها، في الجزء الثالث حكاية لعبة 3. حقق هذا الجزء نجاحًا ضخمًا جدًا، وأصبح أول فيلم كارتوني يحقق مليار دولار كإيرادات على مستوى العالم.
في السنة التالية، 2011، أخرج فيلمًا من بطولته وبطولة الممثلة جوليا روبرتس هو لاري كراون (Larry Crowne) بشكل رومانسي كوميدي. وشارك أيضًا في فيلم صاخب وقريب (Extremely Loud and Incredibly Close).
في 2012، شارك هانكس في فيلم واحد للخيال العلمي بعنوان سحابة الأطلس (Cloud Atlas).
في العام 2013، قام هانكس ببطولة اثنين من الأفلام التي لاقت استحسان النقاد، الأول بعنوان القبطان فيليبس (Captain Phillips) والثاني أدى فيه شخصية والت ديزني بعنوان إنقاذ السيد بانكس (Saving Mr. Banks). وقد ترشح توم هانكس على الفيلم الأول لجائزة غولدن غلوب لأفضل ممثل في فيلم دراما.
في عام 2016، قام هانكس ببطولة فيلم الجحيم، وهو فيلم مُقتبس من رواية تحمل نفس الاسم لدان براون.
في عام 2019، قدم فيلم يوم جميل في الحي بجانب الممثل ماثيو ريس، وجسد فيه شخصية النجم التلفزيوني فريد روجرز. نال هانكس ترشيحًا لـجائزة الأوسكار لأفضل ممثل مساعد عن هذا الدور.

### 2020–حتى الآن
في 2020، قدم هانكس أول حلقة من برنامج ساترداي نايت لايف منذ توقفه بسبب جائحة كورونا، وكان هذا أول ظهور تلفزيوني له بعد تشخصيه بمرض كوفيد-19. في نفس العام، قدم فيلمين؛ الأول بعنوان سلوقي، وقد كتب سيناريو الفيلم أيضًا، والثاني بعنوان أخبار العالم. في عام 2021، سيؤدي هانكس دور البطولة في فيلم الدراما والخيال العلمي Bios من إخراج ميغيل سابوجنيك. وفي مايو 2021، اُعْلِنّ عن تغيير اسم الفيلم من BIOS إلى Finch وأن خدمة أبل تي في + اشترت حقوق الفيلم لعرضه في تاريخ لم يحدد بعد آواخر هذا العام، ومن المرجح أن يكون خلال موسم الجوائز المقبل. في 2022، سيؤدي هانكس دور توم باركر، وهو المدير الوحيد في تاريخ إلفيس بريسلي، في فيلم بعنوان Elvis من إخراج باز لورمان. وقد بدأ تصوير الفيلم عام 2020 في كوينزلاند بأستراليا. ومن المقرر عرضه في يونيو 2022.

## الترشيحات والجوائز

### الأوسكار
- أفضل ممثل رئيسي عام 1989 عن فيلم كبير
- أفضل ممثل رئيسي عام 1994 عن فيلم فيلادلفيا وفاز بها
- أفضل ممثل رئيسي عام 1995 عن فيلم فورست غامب وفاز بها
- أفضل ممثل رئيسي عام 1999 عن فيلم إنقاذ الجندي رايان
- أفضل ممثل رئيسي عام 2001 عن فيلم منبوذ
- أفضل ممثل مساعد عام 2020 عن فيلم يوم جميل في الحي

### الغولدن غلوب
- أفضل ممثل كوميدي أو استعراضي عام 1989 عن فيلم كبير وفاز بها
- أفضل ممثل كوميدي أو أستعراضي عام 1994 عن فيلم الساهر في سياتل
- أفضل ممثل في فيلم دراما عام 1994 عن فيلم فيلادلفيا وفاز بها
- أفضل ممثل في فيلم دراما عام 1995 عن فيلم فورست غامب وفاز بها
- أفضل ممثل في فيلم دراما عام 1999 عن فيلم إنقاذ الجندي رايان
- أفضل ممثل في فيلم دراما عام 2001 عن فيلم منبوذ وفاز بها
- أفضل ممثل كوميدي أو استعراضي عام 2008 عن فيلم حرب تشارلي ويلسون
- أفضل ممثل في فيلم دراما عام 2014 عن فيلم القبطان فيليبس
- أفضل ممثل في فيلم دراما عام 2018 عن فيلم ذا بوست
- أفضل ممثل مساعد عام 2020 عن فيلم يوم جميل في الحي

## [35]مراجع
1. ↑  Biography.com Editors (2 أبريل 2014). "Tom Hanks - Movies, Mister Rogers & Family - Biography". A&E Television Networks [الإنجليزية]. مؤرشف من الأصل في 2021-07-28. اطلع عليه بتاريخ 2021-08-18. {{استشهاد ويب}}: |مؤلف= باسم عام (مساعدة)
2. ↑  "PM meets Tom Hanks, now a Greek citizen". Ekathimerini. 26 يوليو 2020. مؤرشف من الأصل في 2020-07-26.
3. ↑   http://hollowverse.com/tom-hanks/. {{استشهاد ويب}}: |url= بحاجة لعنوان (مساعدة) والوسيط |title= غير موجود أو فارغ (من ويكي بيانات) (مساعدة)
4. ↑   https://starsunfolded.com/tom-hanks/. {{استشهاد ويب}}: |url= بحاجة لعنوان (مساعدة) والوسيط |title= غير موجود أو فارغ (من ويكي بيانات) (مساعدة)
5. ↑  Internet Movie Database (بالإنجليزية), QID:Q37312
6. ↑  Bio, Wiki (11 May 2020). "Tom Hanks Biography, Age, Wiki, Height, Weight, Girlfriend, Family & More -" (بالإنجليزية الأمريكية). Archived from the original on 2021-09-25. Retrieved 2022-09-26.
7. ↑  Phillips، Kendall R. (2004). [Framing Public Memory]. University of Alabama Press. ص. 214. ISBN:9780817313890. {{استشهاد بكتاب}}: |trans-title= بحاجة لـ |title= أو |script-title= (مساعدة)
8. ↑  "Tom Hanks Movie Box Office Results". بوكس أوفيس موجو. مؤرشف من الأصل في 2018-09-24. اطلع عليه بتاريخ 2019-01-25.
9. ↑  Lisa، Andrew (22 أكتوبر 2020). "50 Highest-Grossing Actors of All Time". Yahoo! Finance. مؤرشف من الأصل في 2021-04-12. اطلع عليه بتاريخ 2021-03-23.
10. ↑  "People Index." Box Office Mojo. نسخة محفوظة 23 أغسطس 2019 على موقع واي باك مشين.
11. ↑  Weiner، Rex (28 مارس 1995). "Tom Hanks Joins Back-to-Back Oscar Elite". Variety. مؤرشف من الأصل في 2018-06-12. اطلع عليه بتاريخ 2017-06-22.
12. ↑  "Hanks' big splash in Hollywood". BBC News. 5 نوفمبر 2004. مؤرشف من الأصل في 2020-02-08. اطلع عليه بتاريخ 2014-08-07. {{استشهاد بخبر}}: |archive-date= / |archive-url= timestamp mismatch (مساعدة)
13. ↑  "President Obama Names Recipients of the Presidential Medal of Freedom". White House. 16 نوفمبر 2016. مؤرشف من الأصل في 2017-01-18. اطلع عليه بتاريخ 2016-11-16.
14. ↑  Mikelbank، Peter (17 مايو 2016). "Tom Hanks to Receive France's Highest Honor for His Work Highlighting World War II". بيبول. مؤرشف من الأصل في 2019-10-01. اطلع عليه بتاريخ 2017-01-06.
15. ↑  "Tom Hanks Biography". Biography.com (FYI / A+E Networks). مؤرشف من الأصل في 2019-03-21. اطلع عليه بتاريخ 2014-08-06.
16. ↑  "Monitor". إنترتينمنت ويكلي. ع. 1215. 13 يوليو 2012. ص. 20.
17. ↑  "Tom Hanks Biography (1956–)". FilmReference.com. مؤرشف من الأصل في 2019-07-18. اطلع عليه بتاريخ 2014-11-28.
18. ↑  Gordon، Julie (12 يوليو 2016). "Tom Hanks' mother dies". نيويورك بوست. مؤرشف من الأصل في 2019-07-29. اطلع عليه بتاريخ 2016-02-01.
19. ↑  Stated on Inside the Actors Studio, 1999
20. ↑  Gardner، David (1 يناير 1999). Tom Hanks. Blake. ISBN:978-1-85782-327-1. مؤرشف من الأصل في 2017-04-03.
21. ↑  "Honor: Portuguese American actor Tom Hanks awarded Presidential Medal of Freedom—Washington, DC". Portuguese American Journal. 23 نوفمبر 2016. مؤرشف من الأصل في 2019-07-29. اطلع عليه بتاريخ 2018-02-01. ... Tom Hanks was born in Contra Costa county, California, in 1956, of Portuguese, British and Irish descent. His maternal ancestors were Portuguese pioneers in California with roots in the Azores. His mother Janet Marylyn Frager (Fraga) was a hospital worker ...
22. ↑  . على يوتيوب
23. ↑  "Female Nomad and Friends Interview: Sandra Hanks Benoiton". مؤرشف من الأصل في 2013-05-23. اطلع عليه بتاريخ 2012-07-10.
24. ↑  Lawrence M. Hanks, Associate Professor—جامعة إلينوي في إربانا-شامبين.نسخة محفوظة 10 مايو 2009 على موقع واي باك مشين.
25. ↑  "Tom Hanks". biography.com. مؤرشف من الأصل في 2019-03-21. اطلع عليه بتاريخ 2018-04-08.
26. ↑  Interview on Fresh Air. Aired 26 أبريل 2016.
27. ↑  Terry Mattingly (25 مارس 2009). "Mattingly: Tom Hanks talks about religion". Scripps Howard News Service. مؤرشف من الأصل في 2009-03-28. اطلع عليه بتاريخ 2012-12-14.
28. ↑  Zehme، Bill (30 يونيو 1988). "Tom Hanks Is Mr. Big". رولينغ ستون. مؤرشف من الأصل في 2018-01-07. اطلع عليه بتاريخ 2017-07-02.
29. ↑  Lang, Justin Kroll,Brent; Kroll, Justin; Lang, Brent (26 Oct 2017). "Tom Hanks to Star in Sci-Fi Film 'Bios' From 'Game of Thrones' Director (EXCLUSIVE)". Variety (بالإنجليزية الأمريكية). Archived from the original on 2021-05-06. Retrieved 2021-09-05.{{استشهاد ويب}}:  صيانة الاستشهاد: أسماء متعددة: قائمة المؤلفين (link)
30. ↑  Marc, Christopher (22 Aug 2018). "Tom Hank's Post-Apocalypse Flick 'Bios To Shoot February-March In Vancouver". TheGWW.com (بالإنجليزية الأمريكية). Archived from the original on 2021-03-01. Retrieved 2021-09-05.
31. ↑  Jr, Mike Fleming; Jr, Mike Fleming (3 May 2021). "Apple Lands Another Tom Hanks Film; 'Finch', Formerly Titled 'Bios', To Likely Release In Awards Season". Deadline (بالإنجليزية الأمريكية). Archived from the original on 2021-08-12. Retrieved 2021-09-05.
32. ↑  Kroll, Justin; Kroll, Justin (28 Mar 2019). "Tom Hanks to Play Elvis Presley's Manager in Baz Luhrmann's Next Film (EXCLUSIVE)". Variety (بالإنجليزية الأمريكية). Archived from the original on 2021-04-27. Retrieved 2021-09-05.
33. ↑  Jr, Mike Fleming; Jr, Mike Fleming (15 Jul 2019). "Baz Luhrmann Sets Austin Butler In Starmaking Elvis Presley Role Opposite Tom Hanks In Warner Bros Film". Deadline (بالإنجليزية الأمريكية). Archived from the original on 2021-08-10. Retrieved 2021-09-05.
34. ↑  D'Alessandro, Anthony; D'Alessandro, Anthony (20 Apr 2020). "'The Batman' Flies To Fall 2021, 'Sopranos' Prequel Moves To March & More As Warner Bros Makes Release Date Changes Due To COVID-19 Climate". Deadline (بالإنجليزية الأمريكية). Archived from the original on 2021-08-19. Retrieved 2021-09-05.
35. ↑  "Tom Hanks Age, Wiki, Biography, Wife, Height in feet, Net Worth & Many More". Trend Setter LIVE. مؤرشف من الأصل في 2022-09-13. اطلع عليه بتاريخ 2022-09-01.

## وصلات خارجية
- توم هانكس على موقع IMDb (الإنجليزية)
- توم هانكس على موقع ميتاكريتيك (الإنجليزية)
- توم هانكس على موقع الموسوعة البريطانية (الإنجليزية)
- توم هانكس على موقع روتن توميتوز (الإنجليزية)
- توم هانكس على موقع مونزينجر (الألمانية)
- توم هانكس على موقع قاعدة بيانات الأفلام العربية
- توم هانكس على موقع ألو سيني (الفرنسية)
- توم هانكس على موقع ميوزك برينز (الإنجليزية)
- توم هانكس على موقع تيرنر كلاسيك موفيز (الإنجليزية)
- توم هانكس على موقع تيرنر كلاسيك موفيز (الإنجليزية)

 (الإنجليزية)
- مرات الظهور على سي-سبان